# Dolenjska
Dolénjska je pokrajina v jugovzhodni Sloveniji, ki geografsko gledano sega od Ljubljanske kotline do meje s Hrvaško (Gorjanci). Na vzhodu meji na Savo, na zahodu pa sega do Blok in Kolpe. Dolenjska predstavlja, ob Gorenjski in Notranjski, eno od treh pokrajin zgodovinske dežele Kranjske, iz česar izvira tudi njeno današnje ime (v preteklosti Spodnja ali Dolenja Kranjska). Ožja Dolenjska je gričevnata pokrajina ob reki Krki in njenih pritokih. Nekoliko širše pa k njej štejemo še Belo krajino, gričevnat svet ob Temenici in Mirni, Suho krajino in Kočevsko z Dobrepoljskim, Ribniškim in Kočevskim poljem. V tej razgibani pokrajini so značilnosti treh pokrajinskih enot: Alp, Panonske nižine in Dinarskega gorstva. 
Gospodarsko in kulturno središče Dolenjske je Novo mesto, večji kraji pa so še Kočevje, Ribnica, Grosuplje, Krško, Trebnje, Črnomelj, Semič in Metlika. Iz vidika turizma so pomembne destinacije Terme Čatež, Dolenjske Toplice, Šmarješke Toplice in Otočec. 
Dolenjska je pokrajina z največ gradovi na slovenskem prostoru, zlasti na bregovih in gričih ob reki Krki.

## Turistična ponudba
Med najbolj prepoznavno turistično ponudbo sodijo zidanice, termalna zdravilišča, bogata naravna in kulturna dediščina, raznolika kulinarika ter številne priložnosti za aktivnosti na prostem